# ياكوف غويون
ياكوف غويون (بالكرواتية: Jakov Gojun) مواليد 18 أبريل 1986 في كرواتيا، هو لاعب كرة يد كرواتي يلعب كظهير أيسر. يلعب حاليا مع نادي فوكس برلين لكرة اليد ويحمل الرقم 10. مثل منتخب كرواتيا لكرة اليد. شارك في دورة الألعاب الأولمبية الصيفية سنة 2012. حقق المركز الثاني في بطولة العالم لكرة اليد للرجال 2009.

## سجل المنافسة
شارك في البطولات التالية:
- بطولة العالم لكرة اليد للرجال 2015
- بطولة أوروبا لكرة اليد للرجال 2012
- بطولة أوروبا لكرة اليد للرجال 2014
- بطولة أوروبا لكرة اليد للرجال 2016
- الألعاب الأولمبية الصيفية 2012
- الألعاب الأولمبية الصيفية 2016

## الإنجازات
- الدوري الكرواتي لكرة اليد: 2009-10، 2010–11، 2011–12
- كأس ملك إسبانيا لكرة اليد: 2013
- الدوري الفرنسي لكرة اليد: 2014-15
- بطولة العالم لكرة اليد للرجال 2009 - المركز الثاني
- بطولة أوروبا لكرة اليد للرجال 2010 - المركز الثاني
- بطولة أوروبا لكرة اليد للرجال 2012- المركز الثالث
- الألعاب الأولمبية الصيفية 2012 - المركز الثالث
- بطولة العالم لكرة اليد للرجال 2013 - المركز الثالث
- بطولة أوروبا لكرة اليد للرجال 2016 - المركز الثالث
- أفضل مدافع في بطولة أوروبا لكرة اليد للرجال 2010

## روابط خارجية
- ياكوف غويون على موقع الاتحاد الأوروبي لكرة اليد (الإنجليزية)
- ياكوف غويون على موقع الدوري الألماني لكرة اليد (الألمانية)
- ياكوف غويون على موقع اللجنة الأولمبية الدولية (الإنجليزية)
- ياكوف غويون على موقع أوليمبيديا (الإنجليزية)
- ياكوف غويون على موقع اللجنة الأولمبية الكرواتية (مؤرشف) (الكرواتية)